# Sankarpur
Sankarpur là một thị trấn thống kê (census town) của quận Barddhaman thuộc bang Tây Bengal, Ấn Độ.

## Địa lý
Sankarpur có vị trí 22°51′B 88°28′Đ / 22,85°B 88,46°Đ Nó có độ cao trung bình là 7 mét (22 feet).

## Nhân khẩu
Theo điều tra dân số năm 2001 của Ấn Độ, Sankarpur có dân số 5921 người. Phái nam chiếm 53% tổng số dân và phái nữ chiếm 47%. Sankarpur có tỷ lệ 60% biết đọc biết viết, cao hơn tỷ lệ trung bình toàn quốc là 59,5%: tỷ lệ cho phái nam là 68%, và tỷ lệ cho phái nữ là 51%. Tại Sankarpur, 13% dân số nhỏ hơn 6 tuổi.